# Vredeskerkplein
Het Vredeskerkplein is een plein in Amsterdam-Zuid.

## Geschiedenis en ligging
Het plein ligt op de scherpe hoek tussen de Pijnackerstraat en Van Hilligaertstraat in de Nieuwe Pijp. In die hoek staat weliswaar sinds 1924 de Vredeskerk, het plein ervoor bleef tot 2004 naamloos. Op 24 juni 2004 werd per raadsbesluit van Stadsdeel Amsterdam Zuid besloten het plein te vernoemen naar de kerk, dat in verband met de tachtigste verjaardag van de kerk en daarmee indirect naar de Eerste Wereldoorlog. Op 5 september 2004 werd het plein ingezegend door de bisschop van Haarlem, monseigneur Jos Punt.

## Gebouwen
Het plein kent slechts een huisnummer; huisnummer 1 geldt voor die Vredeskerk, sinds 2004 een gemeentelijk monument. Rondom het plein staan wel meer gebouwen, maar die hebben adressen aan de eerder genoemde straten. Voor wat architectuur bevindt de kerk zich in een gebied waar de oorspronkelijke bebouwing nog binnen de stijl van de Amsterdamse School past, maar ook iets modernere bouw. De kerk zelf lijkt juist een mengeling van de Amsterdamse School met een neoromantische stijl. Alle bebouwing stamt uit de jaren twintig.

## Kunst
Op het plein staat het meerdelige kunstwerk Hommage aan Paradzjanov van Thom Puckey, eveneens uit 2004.

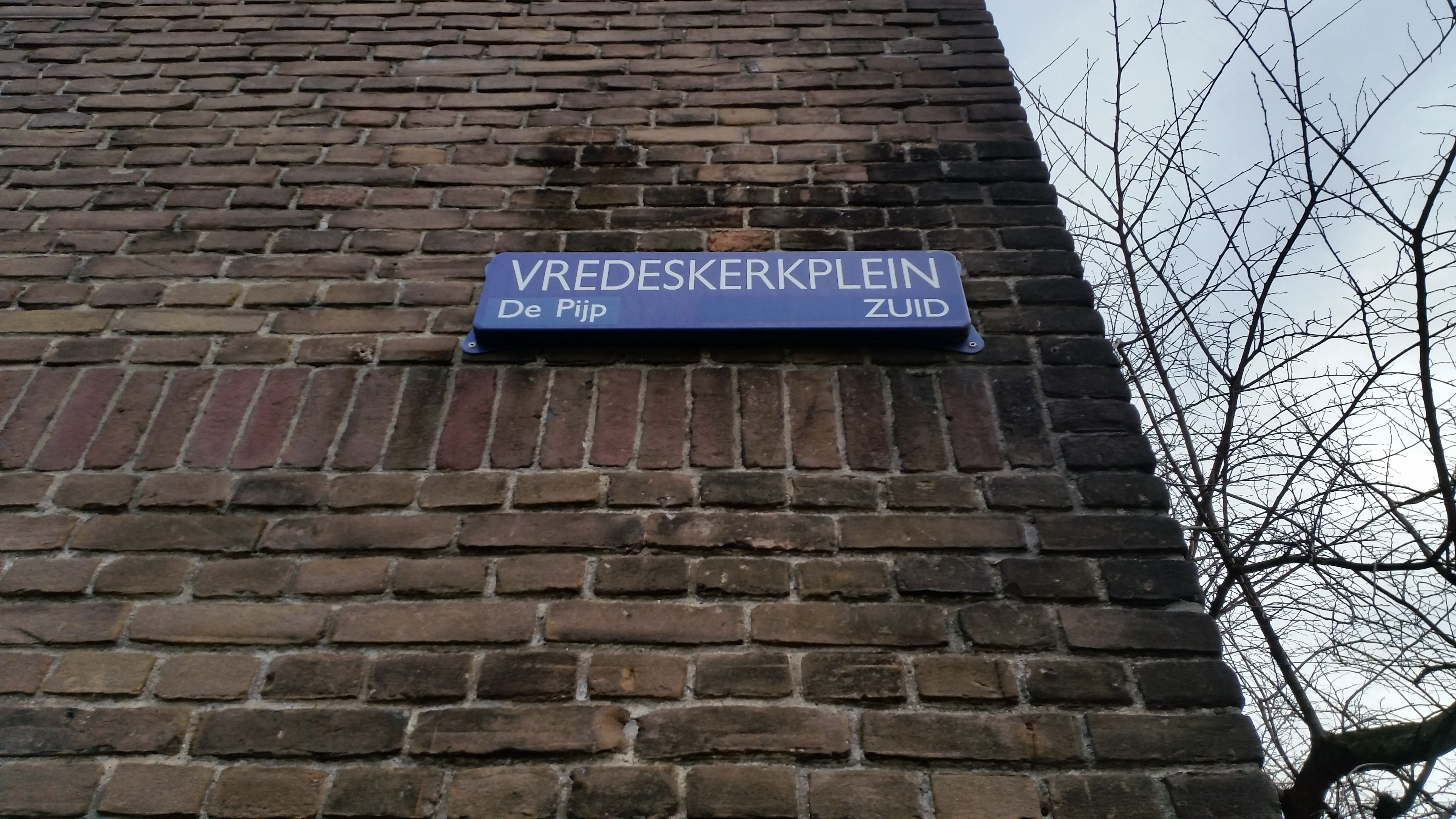
Straatnaambord (december 2019)